# Gonzaga torquatus
Gonzaga torquatus är en insektsart som beskrevs av Navás 1913. Gonzaga torquatus ingår i släktet Gonzaga och familjen guldögonsländor. Inga underarter finns listade i Catalogue of Life.